# Ivo Burian
Ivo Burian (16. dubna 1939, Praha – 19. března 2016) byl český sklářský výtvarník a šperkař.

## Život
Ivo Burian v letech 1955–1959 absolvoval Střední uměleckoprůmyslovou školu v Železném Brodě v oddělení malby na skle a poté v letech 1959–1965 studoval na Vysoké škole uměleckoprůmyslové škole v Praze u prof. Josefa Kaplického a Stanislava Libenského. Po absovování VŠUP působil do roku 1972 jako pedagog na železnobrodské uměleckoprůmyslové škole v oddělení bižuterie. V roce 1972 se ze školy vzhledem k politické situaci a atmosféře normalizace rozhodl odejít a pracovat sám ve svobodném povolání. Od roku 1989 působil v ateliéru hutního tvarování skla a v letech 1992–2000 v oddělení tvarování, malování a leptání skla.
Za šperky obdržel dvě zlaté medaile na Mezinárodních výstavách bižuterie v Jablonci nad Nisou (1965, 1968) a roku 1967 zlatou medaili a bavorskou státní cenu na Mezinárodní výstavě šperku při veletrhu v Mnichově. Za své malované dekory na vázách získal významná ocenění na Expo '67 v Montréalu.

## Dílo
Burian byl jedním z prvních výtvarníků, kteří reagovali na společenskou atmosféru přelomu 50. a 60. let, spojenou s hnutím hippies a beatniků, a nový životní styl hlásající návrat k přírodě. Civilní umělecké projevy, spojené s každodenní potřebou a nová móda v oblékání demonstrující světový názor a příslušnost k určité společenské skupině, silně ovlivnily i podobu šperků a ozdob. Místo drahých kovů a kamenů se v nich uplatnilo dřevo, kožešiny, textil, mušle, peříčka nebo obecné kovy, plast a jiné levné materiály.
Ivo Burian objevil jako netradiční materiál pro výrobu šperků břidlici, která ho zaujala svou vrstevnatou strukturou i jemnými barevnými odstíny, které odkrylo broušení. Povrch jednoduchých geometrických tvarů ztvárnil plasticky pomocí broušení a ozdobil vystupujícími kroužky, vlnovkami nebo perforací. Za tyto šperky získal i mezinárodní ocenění. Ve svých smaltovaných měděných brožích naopak uplatnil výraznější barevné kompozice. Experimentoval také se soustruženým dřevem, plexisklem a lisovanými plasty.
Ivo Burian je známý jako sklářský výtvarník svými malovanými dekory na skle, nádobami z hutního skla a také realizacemi v architektuře.

### Zastoupení ve sbírkách
- Slovenská národní galerie, Bratislava
- Moravská galerie v Brně[7]
- Muzeum skla a bižuterie v Jablonci nad Nisou
- Severočeské muzeum v Liberci
- Uměleckoprůmyslové museum v Praze
- Vlastivědné muzeum v Olomouci

### Výstavy (výběr)

#### Autorské
- 2005 Ivo Burian: Fotografie, Galerie Zámeček – Ernestinum, Příbram

#### Kolektivní
- 1966 Aktuální tendence v československém užitém umění a průmyslovém výtvarnictví, Obecní dům, Praha
- 1968 Kov a šperk, Galerie na Betlémském náměstí, Praha
- 1968 Bilanz 68, Arbeitsgemeinschaft des deutschen Kunsthandwerkes, Kolín nad Rýnem
- 1968 Jablonec 68: Mezinárodní výstava bižuterie, Výstaviště, Jablonec nad Nisou
- 1969 50 let českého užitého umění a průmyslového výtvarnictví, Mánes, Praha
- 1969 Z přírůstků užitého umění 20. století, Moravská galerie v Brně
- 1969 Sklo severočeských výtvarníků, Galerie U Betlémské kaple, Praha
- 1969 50 Jahre der Tschechischen angewandten Kunst und industrial design, MAK – Österreichisches Museum für angewandte Kunst / Gegenwartskunst, Vídeň
- 1970 Zamiary i zapasy: 50 lat czeskiej sztuki stosowanej i plastyki przemysłowej, Muzeum Śląskie, Wrocław
- 1973 Bijuterii moderne din R.S. Cehoslovacă, Sala Ateneului Român (Ateneul Român), Bucureşti
- 1974 Hedendaagse ambachtskunst uit Tsjechoslowakije, Bruggy
- 1978 IV. přátelské setkání na Bertramce, Bertramka, Praha
- 1980 Trienále řezaného skla, Uměleckoprůmyslové muzeum, Brno
- 1980 Užité umění 70/80. Sklo, kov, textil, nábytek, keramika, Moravská galerie v Brně
- 1983 Český šperk 1963–1983, Středočeské muzeum, Roztoky
- 1986 Prírastky užitkového umenia a designu v rokoch 1975–1985, Slovenská národní galerie, Bratislava
- 1996 Užité umění 60. let, Uměleckoprůmyslové muzeum, Brno
- 1999 – 2000 Trans Globe, Mánes, Praha
- 2001 Stanislav Libenský a jeho škola, Národní technické muzeum, Praha
- 2011 Hold sklu / A Homage to Glass, Severočeské muzeum, Liberec
- 2012 Výtvarníci Příbramska, Galerie Zámeček – Ernestinum, Příbram
- 2017 Automat na výstavu: Československý pavilon na Expo 67 v Montrealu / The Automatic Exhibition: The Czechoslovak Pavilion at Expo 67 in Montreal, Retromuseum, Cheb

### Katalogy (výběr)
- Karel Hetteš, Aktuální tendence českého umění / Tendances actuelles de l'art tchèque (Užité umění a průmyslové výtvarnictví / Art appliqué et dessin industriel), AICA, 1966
- Věra Vokáčová, Kov a šperk, 1968
- Karel Hetteš, Bilanz 68, Arbeitsgemeinschaft des deutschen Kunsthandwerkes, Kolín nad Rýnem 1968
- Karel Hetteš, 50 let českého užitého umění a průmyslového výtvarnictví (Mezníky vývoje v letech 1918–1968), SČVU, 1969
- Karel Hetteš, Wilhelm Mrazek, 50 Jahre der Tschechischen angewandten Kunst und industrial design (Meilensteine der Entwicklung in den Jahren 1918 – 1968), Österreichisches Museum für angewandte Kunst / Gegenwartskunst, Vídeň 1969
- Jiřina Medková, Z přírůstků užitého umění 20. století, Moravská galerie v Brně 1969
- Alena Adlerová, Sklo severočeských výtvarníků, SČVU 1969
- Karel Hetteš, Jiří Šetlík, Zamiary i zapasy (50 lat czeskiej sztuki stosowanej i plastyki przemysłowej), Muzeum Śląskie, Wrocław 1970
- Věra Vokáčová, Dagmar Hejdová, Bijuterii moderne din R.S. Cehoslovacă, Sala Ateneului Român, Bucureşti, 1973
- Hedendaagse ambachtskunst uit Tsjechoslowakije, Bruggy 1974
- Užité umění 70/80, výstava přírůstků Uměleckoprůmyslového odboru Moravské galerie v Brně, 1980
- Věra Vokáčová, Český šperk 1963–1983, Středočeské muzeum, Roztoky 1983
- Agáta Žáčková, Ágnes Schrammová, Prírastky užitkového umenia a designu v rokoch 1975–1985, Slovenská národná galéria, Bratislava 1986
- Antonín Dufek a kol., Užité umění 60. let, Moravská galerie v Brně 1996, ISBN 80-7027-053-5
- Oldřich Palata, Linda Paukertová Leffová, Hold sklu / A Homage to Glass, Severočeské muzeum p.o. 2011, ISBN 978-80-87266-06-9

### Souborné publikace
- Dušan Šindelář, Současné umělecké sklo v Československu, Obelisk, Praha 1970
- Věra Vokáčová, Současný šperk, Odeon, Praha 1979
- Antonín Langhamer, Legenda o českém skle / The Legend of Bohemian Glass / Legende vom böhmischen Glas, TIGRIS spol. s r. o., Prštné, Zlín 1999, ISBN 80-86062-02-3
- Oldřich Palata, Stanislav Libenský a jeho škola / and His School / et son école, Popi, s.r.o., Praha 2001, ISBN 80-238-7608-2
- Alena Křížová, Proměny českého šperku na konci 20. století, Academia, Praha 2002, ISBN 80-200-0920-5
- Verena Wasmuth, Tschechisches Glas, Böhlau Verlag, Kolín nad Rýnem 2016, ISBN 978-3-412-50170-9
- Daniela Kramerová, Terezie Nekvindová (ed.), Automat na výstavu (Československý pavilon na Expo 67 v Montrealu), Akademie výtvarných umění, Praha, Galerie výtvarného umění v Chebu 2017, ISBN 978-80-87395-31-8 (GAVU)
- Sylva Petrová, České sklo / Czech Glass, Vysoká škola uměleckoprůmyslová, Praha 2018, ISBN 978-80-87989-50-0